# Polder Schelde Durme Oost
De Polder Schelde Durme Oost is een Vlaamse polder (watering) in de provincie Oost-Vlaanderen, opgericht bij besluit van de Vlaamse Regering van 19 december 2008.
De polder is ontstaan door de fusie, met grensaanpassing, van zes vroegere polders:
- de polder Hamme-Moerzeke;
- de polder Durme Zuid-Oost;
- de polder Durme Noord-West;
- de polder Durme Noord-Oost;
- de polder van Grembergen;
- de polder Sint-Onolfs.

De polder ligt in de Schelde- en Durmevallei, op (delen van) het grondgebied van de gemeenten Temse, Waasmunster, Hamme, Berlare, Zele, Dendermonde, Sint-Niklaas en Lokeren. De oppervlakte van de polder is 8777 ha.
De algemene vergadering nam het huishoudelijk reglement van de polder aan op haar eerste vergadering van 29 juni 2010.